# Borgerligt Centrum
Borgerligt Centrum var et dansk politisk parti stiftet den 6. januar 2009. Den mest kendte af grundlæggerne er folketingsmedlem Simon Emil Ammitzbøll, der havde repræsenteret Det Radikale Venstre indtil oktober 2008. Partiet opfattede sig som et borgerligt-humanistisk midterparti, og ønskede at støtte en borgerlig regering.
Den 16. juni 2009 gik størstedelen af bestyrelsen og en del af medlemmerne over til Liberal Alliance, som de ønskede at fusionere partiet med. Et mindretal i bestyrelsen ønskede at fortsætte Borgerligt Centrum og valgte Jeppe Søe som ny partiformand, indtil det blev endeligt nedlagt i november 2011.

## Politik
En af partiets mærkesager var modstand mod formynderisk lovgivning, blandt andet rygeloven. Partiet anvendte begrebet "Big Mother-samfundet" som en kritik af statens indblanding i den personlige frihed.

## Organisation
Borgerligt Centrum havde en partistyrelse på 13 personer og lokalforeninger i alle regioner samt en tilknyttet ungdomsorganisation, Borgerligt Centrum Ungdom.
Partinavnet blev 4. december 2008 anmeldt til Velfærdsministeriet og blev den 26. februar 2009 godkendt, hvorefter man begyndte på underskriftsindsamling for at kunne opstille til næste valg.

## Splittelse og nedlæggelse
16. juni 2009 bekendtgjorde Simon Emil Ammitzbøll på et pressemøde, at han ville fusionere med Liberal Alliance, og 7 af de 13 i Borgerligt Centrums bestyrelse meldte sig ind i partiet. Simon Emil Ammitzbøl indtrådte i Liberal Alliances folketingsgruppe.
En anden gruppe partimedlemmer, herunder de to bestyrelsesmedlemmer Jeppe Søe og Lars Karstensen, var ikke enige i fusionen og ønskede at fortsætte Borgerligt Centrum. De hævdede, at der ikke var truffet nogen lovlig beslutning om sammenlægning eller nedlæggelse, fordi sagen ikke var sat på bestyrelsens dagsorden. Vedtægterne krævede to på hinanden følgende møder med 4 ugers indkaldelse for at kunne blive nedlagt eller fusioneret. De to bestyrelsesmedlemmer fik derudover at vide, at mødet hvor de andre tog beslutningen var aflyst. Jeppe Søe kaldte bestyrelsesflertallets fremgangsmåde for et kup. Jeppe Søe og Lars Karstensen indkaldte derfor til møde i partistyrelsen, en række medlemmer af denne havde meldt sig ud af Borgerligt Centrum og kunne derfor ikke deltage.
Simon Emil Ammitzbøll og de bestyrelsesmedlemmer der fulgte med til Liberal Alliance, hævdede derimod, at beslutningen er lovlig. De havde fortsat kontrol over partiets beskedne pengebeholdning, de indsamlede underskrifter og medlemslisterne, som de hævdede at have destrueret. Borgerligt Centrums hjemmeside rummede en viderestilling til Liberal Alliance. De medlemmer som ønskede at videreføre Borgerligt Centrum åbnede derfor en ny hjemmeside på adressen www.bcbloggen.dk og www.borgerligtcentrum.com.
Den 20. juni reagerede Ammitzbøll på kritikken og afholdt med den afgående bestyrelse og Simon Emil Ammitzbøll så endnu et møde, dog kun med deltagelse af dem, der allerede havde meldt sig ind i Liberal Alliance. På mødet bekræftede de nedlæggelsen. Heller ikke dette møde havde de obligatoriske 4 ugers indkaldelse og blev holdt udelukkende med deltagelse af de, der ville fusionere. De tilbageblevne medlemmer hyrede omgående advokat der bekræftede, at disse tidligere bestyrelsesmedlemmer ikke havde nogen kompetence, da der stod i partiets vedtægter, at man ikke kunne være medlem af to partier på samme tid – og at hverken fusion eller lukning havde været på dagsordenen – og at i fald det kom på dagsordenen, skulle begge møder have en indkaldelse på 4 uger. Begge møder havde en indkaldelsestid på 2 dage.
De to tilbageblevne bestyrelsesmedlemmer holdt derefter et bestyrelsesmøde den 21. juni, hvor, der blev indkaldt suppleanter, så bestyrelsen igen mønstrede en fuldtallig partistyrelse. De valgte Jeppe Søe som ny formand, Karina Kring som næstformand og Lars Karstensen som organisatorisk formand. De bekræftede at Borgerligt Centrum agtede at fortsætte og deltage i kommunalvalget 2009. De ville eventuelt gå rettens vej for at få udleveret partiets medlemslister, kassebeholdning, vælgerklæringer og øvrige effekter.
Styrelsen for Borgerligt Centrum blev herefter selvsuppleret, så de igen var fuldtallige – 5 af posterne blev brugt til at give regionerne direkte indflydelse i styrelsen, så topstyring ikke længere var mulig.
Borgerligt Centrum afholdt landsmøde i november 2009, hvor vedtægterne blev ændret så regionernes repræsentanter formelt blev del af styrelsen, partistyrelsen fik et forretningsudvalg bestående af partiformand, næstformand og organisatorisk næstformand. Jeppe Søe blev enstemmigt genvalgt som formand, Jens Bohlbro blev valgt som politisk næstformand, Lars Karstensen fortsætter som organisatorisk formand og partistyrelsen består derudover af regionale medlemmer og 3 landsmødevalgte medlemmer.
I november 2010 valgte Jeppe Søe at trække sig som formand og fra politisk arbejde, og i stedet valgte landsmødet i Borgerligt Centrum Rikki Tholstrup Jørgensen som formand og Jens Bohlbro som næstformand.

## Foreningens ophør
I marts 2011 blev der afholdt ekstraordinær årsmøde med det formål at nedlægge foreningen. I november 2011 blev partiet endeligt nedlagt.